# Uleåborg
Uleåborg (finska: Oulu) är en kommun (stad) i landskapet Norra Österbotten i före detta Uleåborgs län i Finland. Uleåborg är med sina 209 551 invånare (2021) den största kommunen i norra Finland, och den femte största i landet. Folkmängden i tätorten Uleåborg uppgick 31 december 2011 till 185 440 vilket gör den till den fjärde största tätorten i Finland. Kommunen har en areal på 3 880,62 km². 
Grannkommuner är Karlö, Ijo, Kempele, Limingo, Lumijoki, Muhos, Pudasjärvi, Tyrnävä och Utajärvi.
Uleåborgs språkliga status är enspråkigt finsk men definieras som en så kallad språkö, eftersom det finns en liten svenskspråkig minoritet på knappt 500 personer. I staden finns också en svenskspråkig skola. Uleåborg ligger vid Ule älvs utlopp i Bottenviken. I utloppet ligger de tre stora öarna Vihreäsaari, Hietasaari och Toppilansaari samt flera mindre öar, bland annat Slottsholmen (finska: Linnansaari).

## Historia

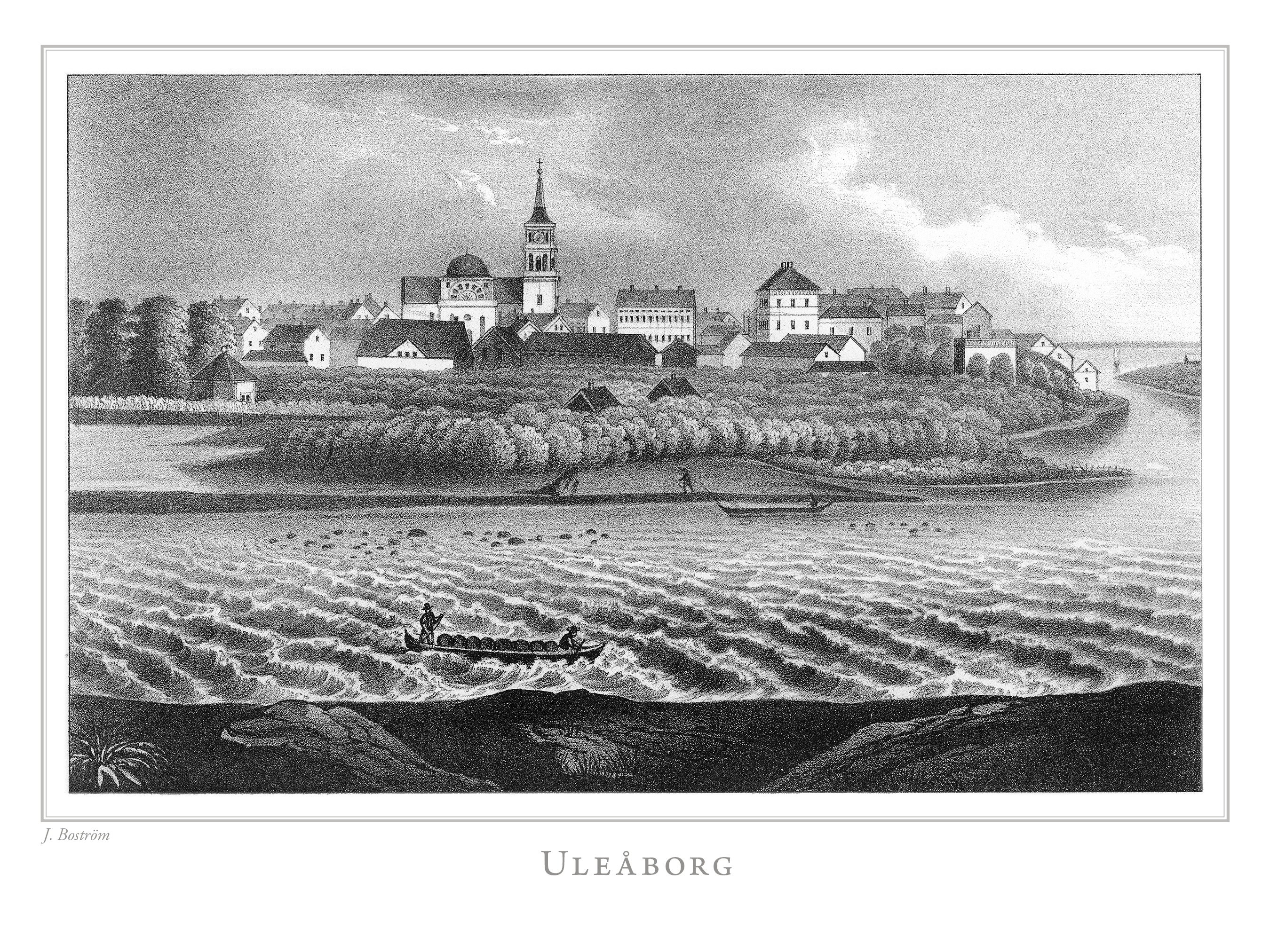
Litografi av Uleåborg i Finland framstäldt i teckningar utgiven 1845-1852.

Det finskspråkiga ortnamnet kommer från ett samiskt ord för svämvatten. Staden grundades av kung Karl IX 1605 och fick stadsprivilegier år 1610. Staden placerades på fastlandet mitt emot Slottsholmen, där en  borg byggts i början av 1590-talet av kung Johan III. Fästningens byggande var en del av kungens försök att eventuellt upprätta en svensk handelspost i nordkallotten för att ta del av handeln i atlanten och norra ishavet. Sverige lyckades dock aldrig realisera planen. Borgen förstördes av ett blixtnedslag 1793. Uleåborg erhöll stapelstadsrättigheter 1765 och var Uleåborgs läns residensstad mellan 1776 och 2009. Uleåborgs stadshus är ritat av den svenske arkitekten Johan Erik Stenberg.
År 2013 uppgick grannkommunerna Haukipudas, Kiminge, Oulunsalo och Överijo i Uleåborgs stad. Det var ursprungligen meningen att även Muhos skulle ingå i sammanslagningen.

## Tätorter
Vid Statistikcentralens tätortsavgränsning den 31 december 2021 fanns sju tätorter inom Uleåborgs stads område:
| Nr | Tätort                           | Folkmängd |
| -- | -------------------------------- | --------- |
| 1  | Uleåborgs centraltätort (del av) | 191 957   |
| 2  | Kiminge kyrkoby                  | 5 594     |
| 3  | Alakylä                          | 1 467     |
| 4  | Överkiminge kyrkoby              | 685       |
| 5  | Vesala                           | 682       |
| 6  | Överijo kyrkosamhälle            | 650       |
| 7  | Huttukylä                        | 265       |

## Styre och politik
Statistik över kommunalval i Finland finns tillgänglig för enskilda kommuner från valet 1964 och framåt. Publikationen över kommunalvalet 1968 var den första som redovisade komplett partitillhörighet.

### Mandatfördelning i Uleåborgs stad, valen 1964–2025
| 18 | 11 | 18 |

| 14 | 9 | 4 | 5 | 6 | 9 |

| 14 | 11 | 2 | 5 | 6 | 9 |

| 17 | 12 |  | 9 | 6 | 14 |

| 16 | 13 |  | 8 | 4 |  | 15 |

| 13 | 13 | 4 | 3 | 11 |  | 14 |

| 11 | 12 | 5 |  |  | 10 | 3 |  |  | 12 |

| 12 | 14 | 8 | 10 | 3 |  | 11 |

| 10 | 12 | 7 | 13 |  |  |  | 12 |

| 40 | 19 |

| 10 | 11 | 7 | 3 | 14 | 3 | 11 |

| 39 | 20 |

| 12 | 12 | 10 | 16 |  | 15 |

| 37 | 30 |

| 11 | 10 | 11 | 3 | 14 |  | 16 |

| 36 | 31 |

| 10 | 9 | 7 | 8 | 19 |  | 13 |

| 37 | 30 |

| 11 | 8 | 10 |  | 6 | 17 |  | 13 |

| 38 | 29 |

| 9 | 8 | 9 | 9 | 15 |  |  | 15 |

| 35 | 32 |

| 9 | 13 | 9 | 5 | 15 |  | 15 |

### Valresultat i kommunalvalet 2021
| Parti                 | Parti                               | Röstfördelning | Röstfördelning | Röstfördelning | Röstfördelning | Mandatfördelning | Mandatfördelning |
| Parti                 | Parti                               | Antal          | Andel %        | Antal +−       | Andel % +−     | Antal            | +−               |
| --------------------- | ----------------------------------- | -------------- | -------------- | -------------- | -------------- | ---------------- | ---------------- |
|                       | Centern i Finland                   | 18 322         | 21,5           | -2 505         | -2,7           | 15               | -2               |
|                       | Samlingspartiet                     | 17 866         | 21,0           | +1 451         | +1,9           | 15               | +2               |
|                       | Sannfinländarna                     | 11 651         | 13,7           | +4 498         | +5,4           | 9                | +3               |
|                       | Vänsterförbundet                    | 11 408         | 13,4           | -2 357         | -2,6           | 9                | -2               |
|                       | Gröna förbundet                     | 10 519         | 12,3           | -2 160         | -2,4           | 9                | -1               |
|                       | Finlands Socialdemokratiska Parti   | 9 854          | 11,6           | -743           | -0,7           | 8                | 0                |
|                       | Kristdemokraterna i Finland         | 1 657          | 1,9            | -385           | -0,4           | 1                | 0                |
|                       | Rörelse Nu                          | 1 515          | 1,8            | Ny             | Ny             | 1                | Ny               |
|                       | Aito suomalainen yhteislista (asyl) | 844            | 1,0            | -442           | -0,5           | 0                | -1               |
|                       | Kristall Parti                      | 432            | 0,5            | Ny             | Ny             | 0                | 0                |
|                       | Feministiska partiet                | 273            | 0,3            | Ny             | Ny             | 0                | 0                |
|                       | Svenska folkpartiet i Finland       | 254            | 0,3            | -65            | -0,1           | 0                | 0                |
|                       | Liberalpartiet - Frihet att välja   | 226            | 0,3            | -63            | -0,1           | 0                | 0                |
|                       | Djurrättspartiet                    | 122            | 0,1            | Ny             | Ny             | 0                | 0                |
|                       | Blå framtid                         | 173            | 0,2            | Ny             | Ny             | 0                | 0                |
|                       | Finlands kommunistiska parti        | 55             | 0,1            | -43            | -0,0           | 0                | 0                |
|                       | Öppna Partiet                       | 16             | 0,0            | Ny             | Ny             | 0                | 0                |
|                       | Piratpartiet*                       | 0              | 0,0            | -691           | -0,8           | 0                | 0                |
| Giltiga röster totalt | Giltiga röster totalt               | 85 187         | 100,0          | -974           | —              | 67               | —                |
| Ogiltiga röster       | Ogiltiga röster                     | 367            | 0,4            | -95            | -0,1           |                  |                  |
| Valdeltagande         | Valdeltagande                       | 85 554         | 52,3           | -1069          | -3,7           |                  |                  |
| Röstberättigade       | Röstberättigade                     | 163 543        | —              | +8770          | —              |                  |                  |

Källa: Justitieministeriet.
Partier eller valmansföreningar med en asterisk (*) ställde inte upp med kandidater i valet.
I valet ställde Samlingspartiet och Svenska folkpartiet upp i ett valförbund.

### Vänorter
Uleåborg har följande vänorter:
- Archangelsk, Ryssland, sedan 1993
- Alta kommun, Norge, sedan 1948
- Astana, Kazakstan, sedan 2013
- Bodens kommun, Sverige, sedan 1948
- Bursa, Turkiet, sedan 1978
- Halle, Tyskland, sedan 1968
- Hangzhou, Kina, sedan 2010
- Kronstadt, Ryssland, Haukipudas, Kiminges och Överijos vänort sedan 2010, Uleåborgs vänort sedan 2013 då de blev en del av Uleåborg.
- Leverkusen, Tyskland, sedan 1968
- Matera, Italien, Uleåsalos vänort sedan 2010, Uleåborgs vänort sedan 2013 då Uleåsalo blev en del av Uleåborg.
- Odessa, Ukraina, sedan 1957
- Siófok, Ungern, sedan 1978
- Szigetszentmiklós, Ungern, Haukipudas vänort sedan 1992, Uleåborgs vänort sedan 2013 då Haukipudas blev en del av Uleåborg.

## Utbildning
- Uleåborgs universitet har över 15 000 studenter fördelade på sex fakulteter.
- Uleåborgs yrkeshögskola (finska: Oulun ammattikorkeakoulu) har cirka 7 700 studenter fördelade på åtta enheter.
- Svenska Privatskolan i Uleåborg grundades på 1850-talet. I dag har skolan drygt 200 elever och 15 lärare. I samma fastighet verkar vid sidan av grundskolan och gymnasiet även en svenskspråkig förskola.

## Befolkning

### Befolkningsutveckling
| Befolkningsutvecklingen i Uleåborgs stad 1975–2020                                                           | Befolkningsutvecklingen i Uleåborgs stad 1975–2020 | Befolkningsutvecklingen i Uleåborgs stad 1975–2020 | Befolkningsutvecklingen i Uleåborgs stad 1975–2020 | Befolkningsutvecklingen i Uleåborgs stad 1975–2020 |
| --- | -------------------------------------------------- | -------------------------------------------------- | -------------------------------------------------- | -------------------------------------------------- |
| |                                                    |                                                    |                                                    |                                                    |
| År |                                                    |                                                    | Folkmängd                                          |                                                    |
| 1975 | 1975                                               |                                                    | 116 369                                            |                                                    |
| 1980 | 1980                                               |                                                    | 121 809                                            |                                                    |
| 1985 | 1985                                               |                                                    | 128 869                                            |                                                    |
| 1990 | 1990                                               |                                                    | 136 029                                            |                                                    |
| 1995 | 1995                                               |                                                    | 146 395                                            |                                                    |
| 2000 | 2000                                               |                                                    | 160 851                                            |                                                    |
| 2005 | 2005                                               |                                                    | 173 436                                            |                                                    |
| 2010 | 2010                                               |                                                    | 185 419                                            |                                                    |
| 2015 | 2015                                               |                                                    | 198 525                                            |                                                    |
| 2020 | 2020                                               |                                                    | 207 327                                            |                                                    |
| Anm: Uppgifterna avser förhållandena den 31 december nämnda år enligt områdesindelningen den 1 januari 2021. |                                                    |                                                    |                                                    |                                                    |

### Språk

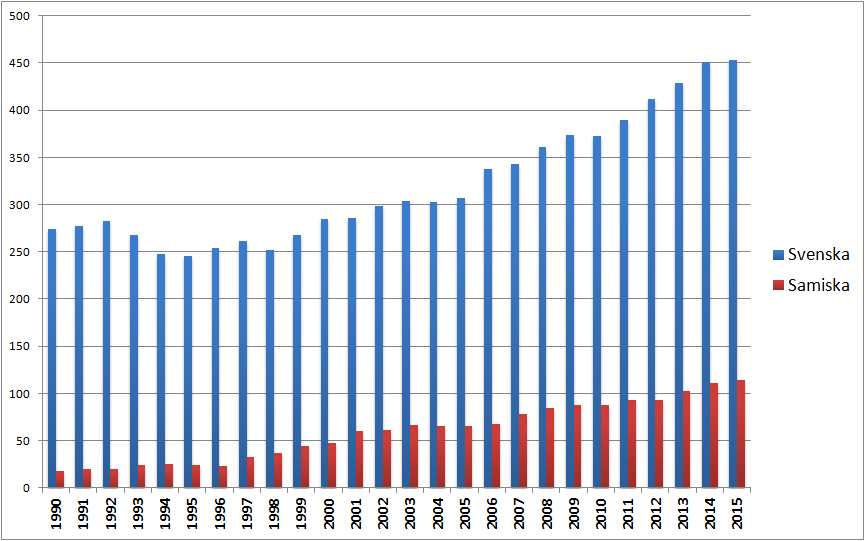
Antal svensk- och samisktalande i Uleåborg 1990-2015, enligt Statistikcentralen. Under perioden ökade båda grupperna i storlek.

Befolkningen efter språk (modersmål) den 31 december 2021. Finska, svenska och samiska räknas som inhemska språk då de har officiell status i landet. Resten av språken räknas som främmande. För språk med färre än 10 talare är siffran dold av Statistikcentralen på grund av sekretesskäl. Språk med färre än 100 talare har summerats ihop för att minska tabellens storlek.
| Språk                        | Talare 2021-12-31 | Talare 2021-12-31 |
| Språk                        | Antal             | Andel (%)         |
| ---------------------------- | ----------------- | ----------------- |
| Hela befolkningen            | 209 551           | 100,0             |
| Inhemska språk totalt        | 199 515           | 95,2              |
| Finska                       | 198 895           | 94,9              |
| Svenska                      | 474               | 0,2               |
| Samiska                      | 146               | 0,1               |
| Främmande språk totalt       | 10 036            | 4,8               |
| Ryska                        | 1 155             | 0,6               |
| Arabiska                     | 940               | 0,4               |
| Engelska                     | 719               | 0,3               |
| Kinesiska                    | 584               | 0,3               |
| Somaliska                    | 507               | 0,2               |
| Persiska                     | 463               | 0,2               |
| Annat språk                  | 447               | 0,2               |
| Vietnamesiska                | 419               | 0,2               |
| Kurdiska                     | 343               | 0,2               |
| Thailändska                  | 341               | 0,2               |
| Turkiska                     | 276               | 0,1               |
| Spanska                      | 224               | 0,1               |
| Bengali                      | 205               | 0,1               |
| Albanska                     | 199               | 0,1               |
| Tyska                        | 190               | 0,1               |
| Urdu                         | 187               | 0,1               |
| Estniska                     | 179               | 0,1               |
| Tigrinska                    | 161               | 0,1               |
| Nepali                       | 130               | 0,1               |
| Franska                      | 130               | 0,1               |
| Portugisiska                 | 129               | 0,1               |
| Hindi                        | 128               | 0,1               |
| Polska                       | 126               | 0,1               |
| Ungerska                     | 104               | 0,0               |
| Språk med färre än 50 talare | 1 588             | 0,8               |
| Språk med färre än 10 talare | 162               | 0,1               |

|  | Finska (94,9 %) |

|  | Svenska (0,2 %) |

|  | Samiska (0,1 %) |

|  | Främmande språk (4,8 %) |

|  | Finska (94,9 %) |

|  | Svenska (0,2 %) |

|  | Samiska (0,1 %) |

|  | Främmande språk (4,8 %) |

## Kultur

### Sevärdheter
| - Vetenskapscentret Tietomaa - Rotuaari (från svenskans 'trottoar'), promenadgatan - Saltmagasin - Hupisaaret (’roliga öarna’), parkområde - Uleåborgs domkyrka - Minnesstaty över Frans Michael Franzén - Norra Österbottens museum - Pateniemis sågverksmuseum - Bilmuseum - Universitetets botaniska trädgård - Uleåborgs konstmuseum - Arktiska galleriet - Teknologbyn - Ruinerna av Uleåborgs slott | - Uleåborgs saluhall - Uleåborgs stadshus - Uleåborgs stadsteater - Uleåborgs musikcentrum - Uleåborgs universitet - Holiday Club Oulun Eden, badhotell - Ouluhalli, sporthall - Nallikari rekreationsområde - Tjärloppet (Oulun tervahiihto), skidlopp - Oulu Horse Show - American Car Show - Oulu Music Video Festival och världsmästerskapen i luftgitarr |

### Idrott
- Bandy: Oulun Luistinseura (OLS) med 16 finska mästerskapstitlar och en World Cup-titel, spelar i Bandyligan. Oulun Palloseura har vunnit sju FM.
- Ishockey: Oulun Kärpät spelar i FM-ligan i ishockey.
- Trav: Kusken Jorma Kontio kommer ursprungligen från Uleåborg.
- Fotboll: Fotbollsspelaren Jari Ilola kommer ursprungligen från Uleåborg. AC Oulu spelar i Tipsligan.

## Galleri

Bilder från Uleåborg
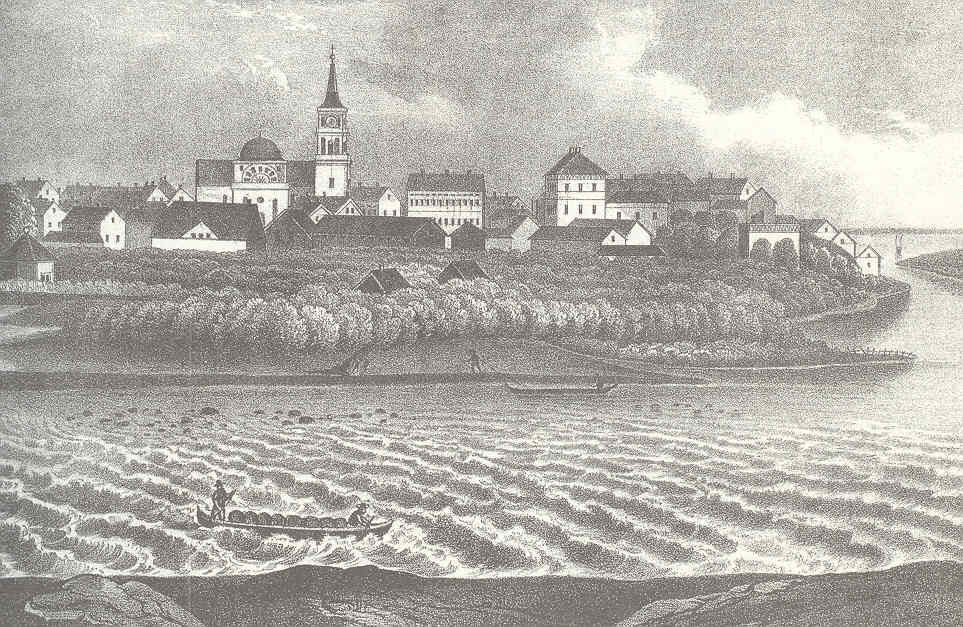
På 1800-talet
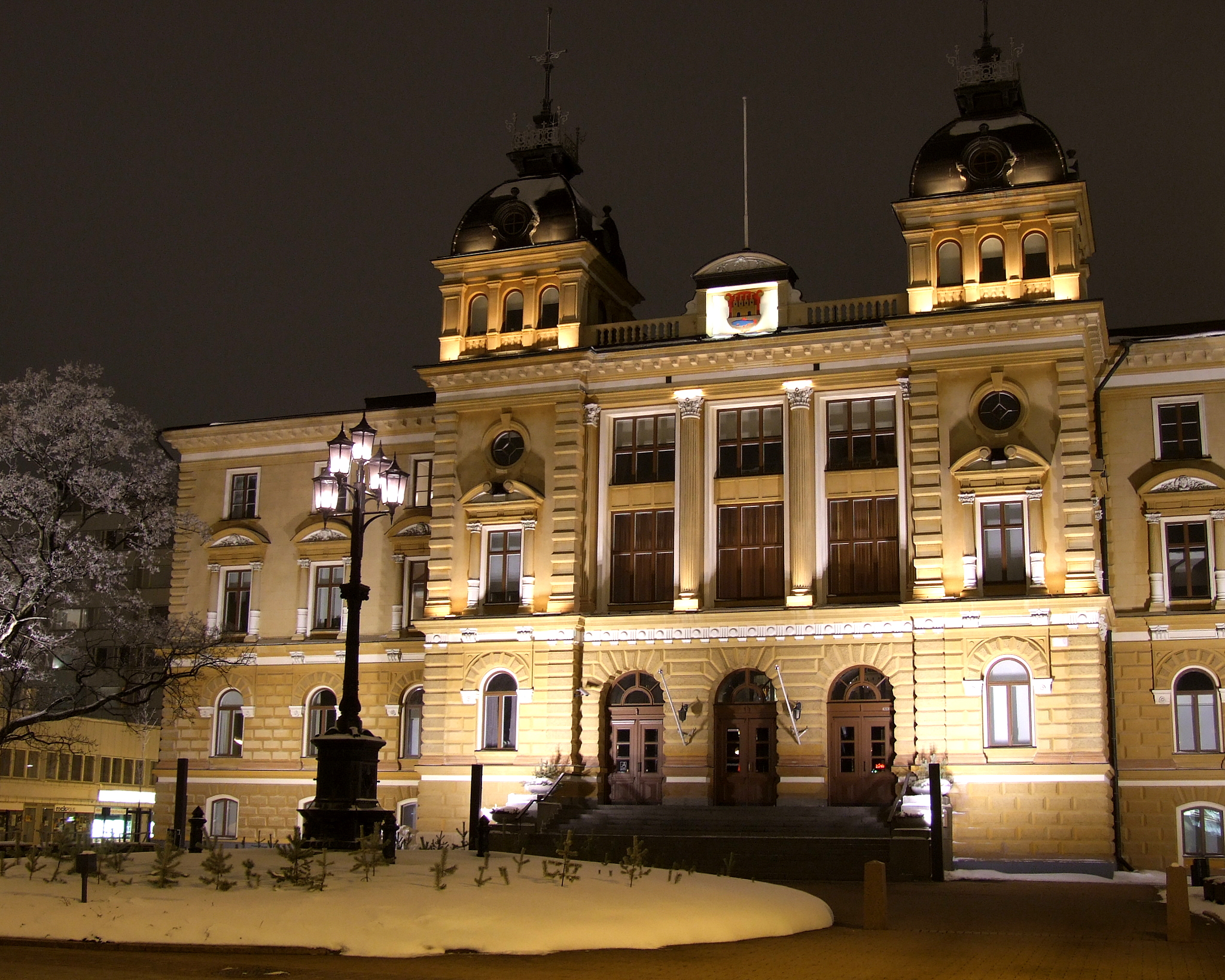
Stadshuset
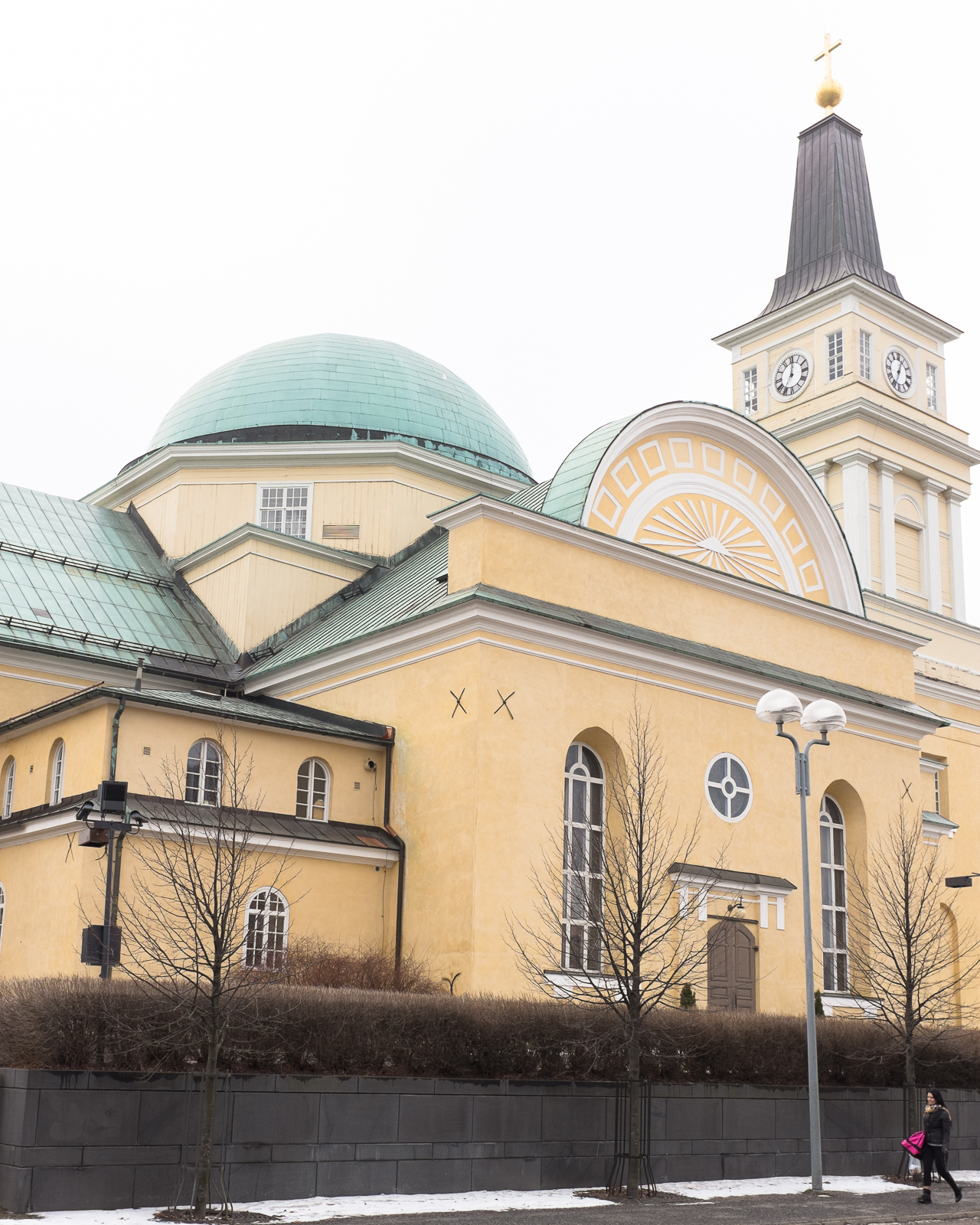
Uleåborgs domkyrka
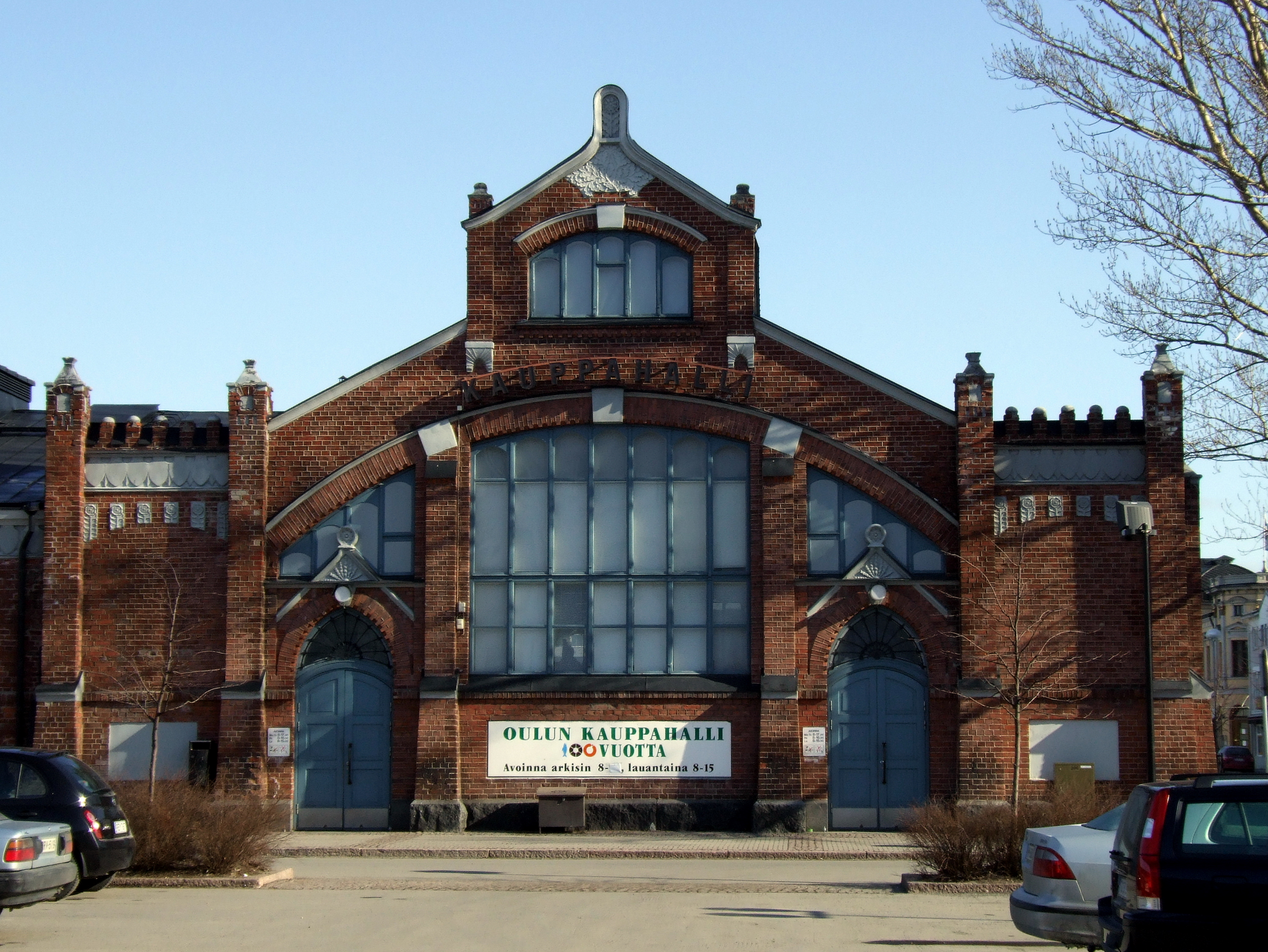
Saluhallen
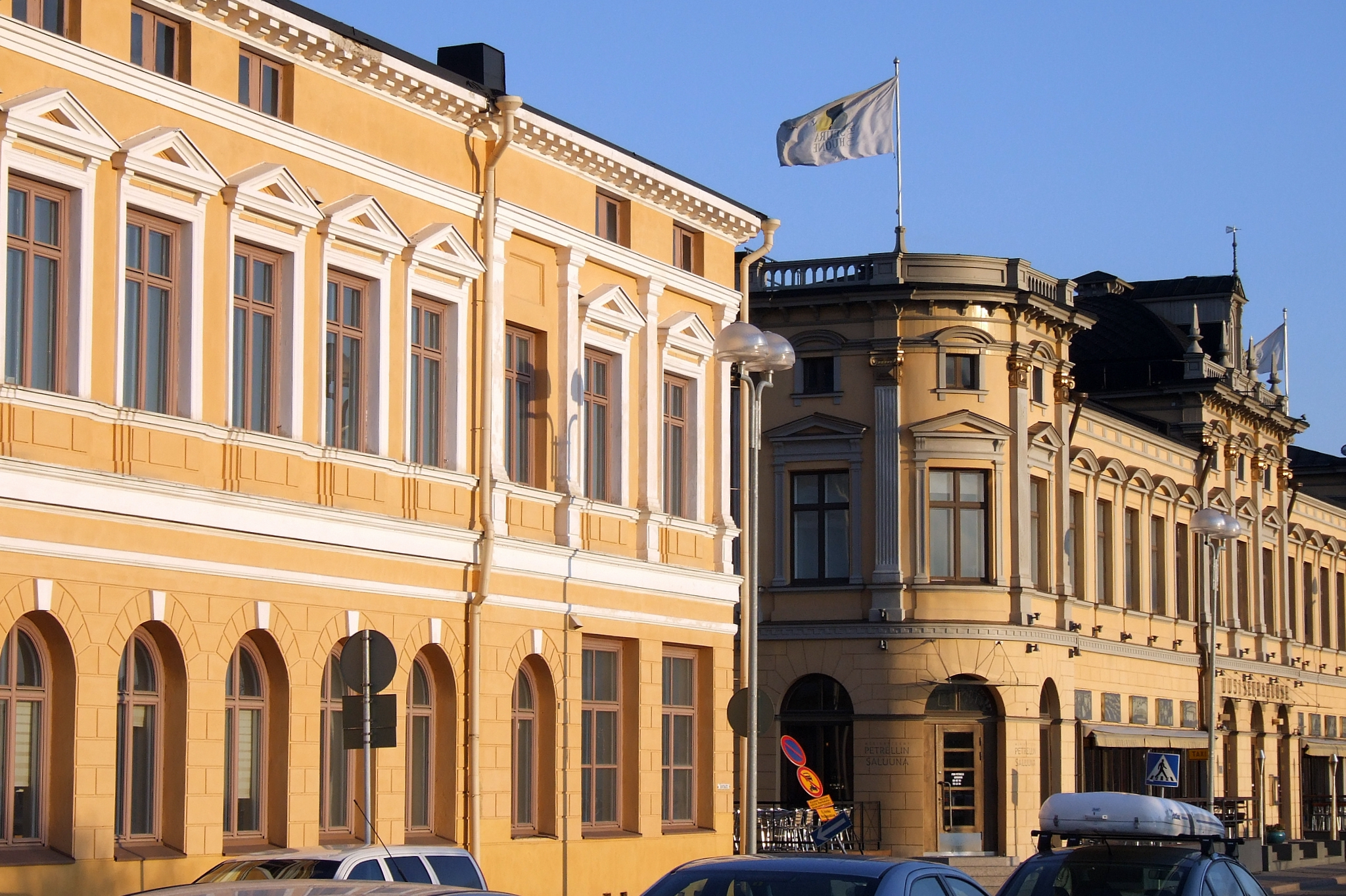
Rantakatu ("Strandgatan")
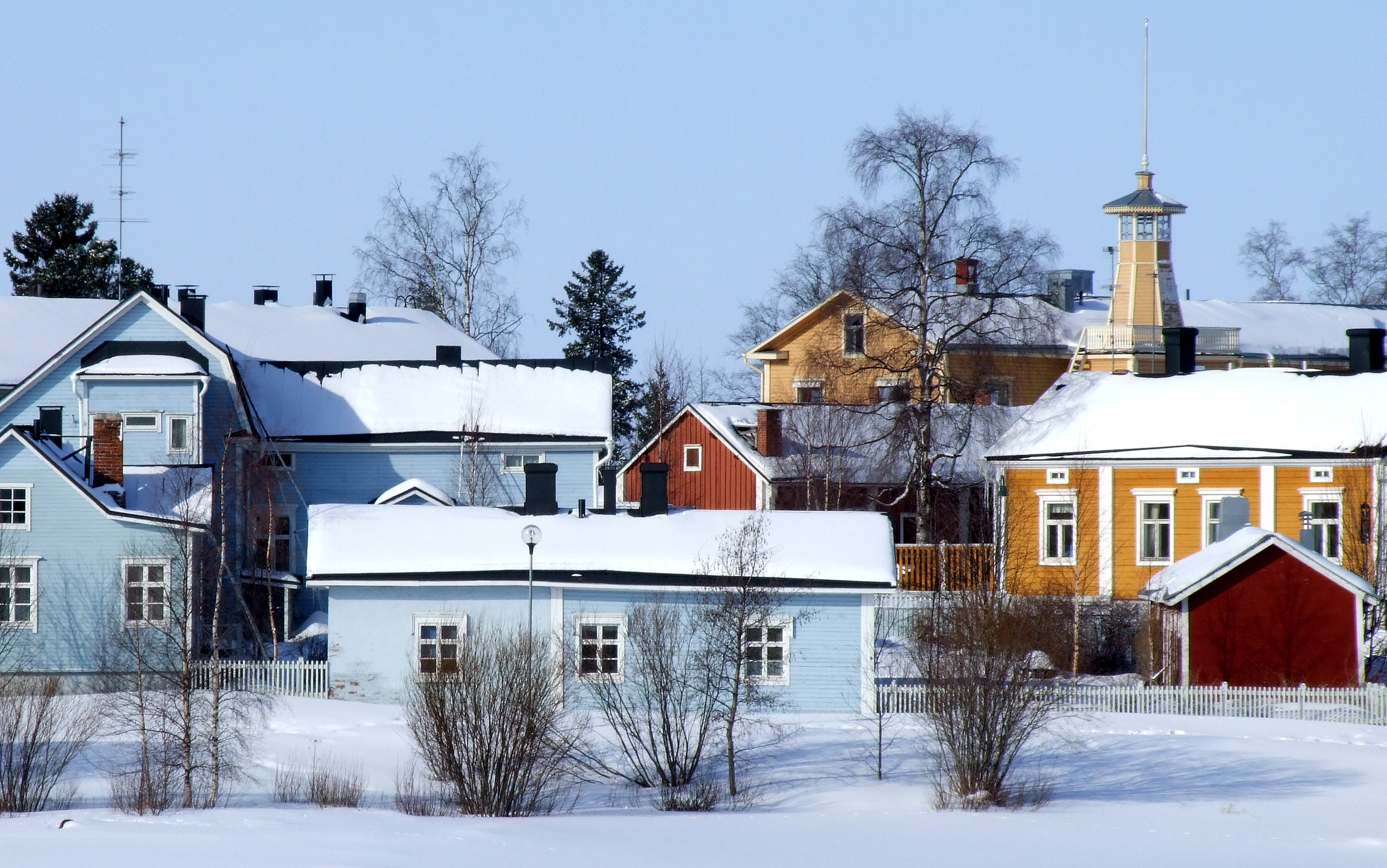
Trähus i Pikisaari
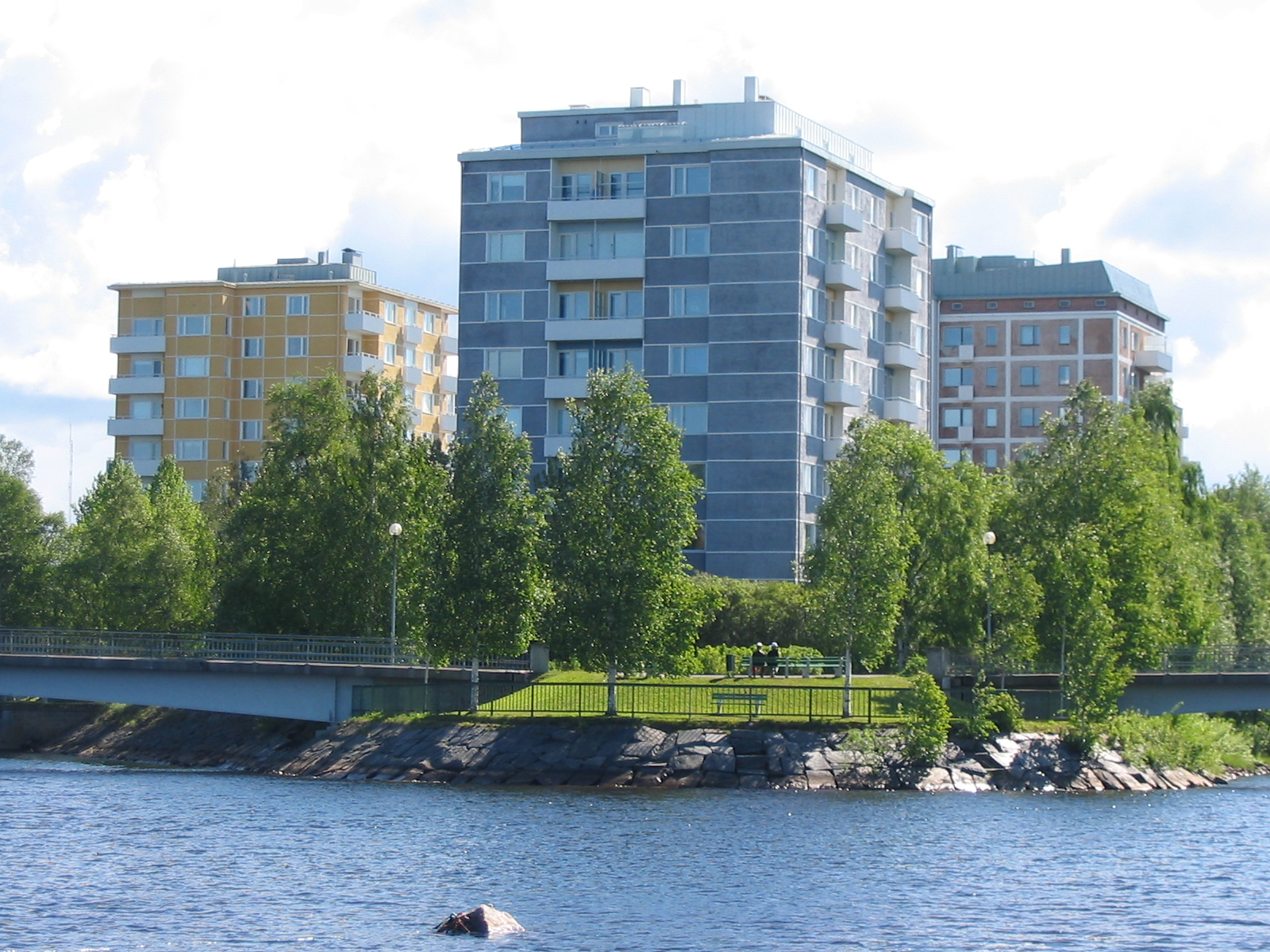
Toivoniemi stadsdel
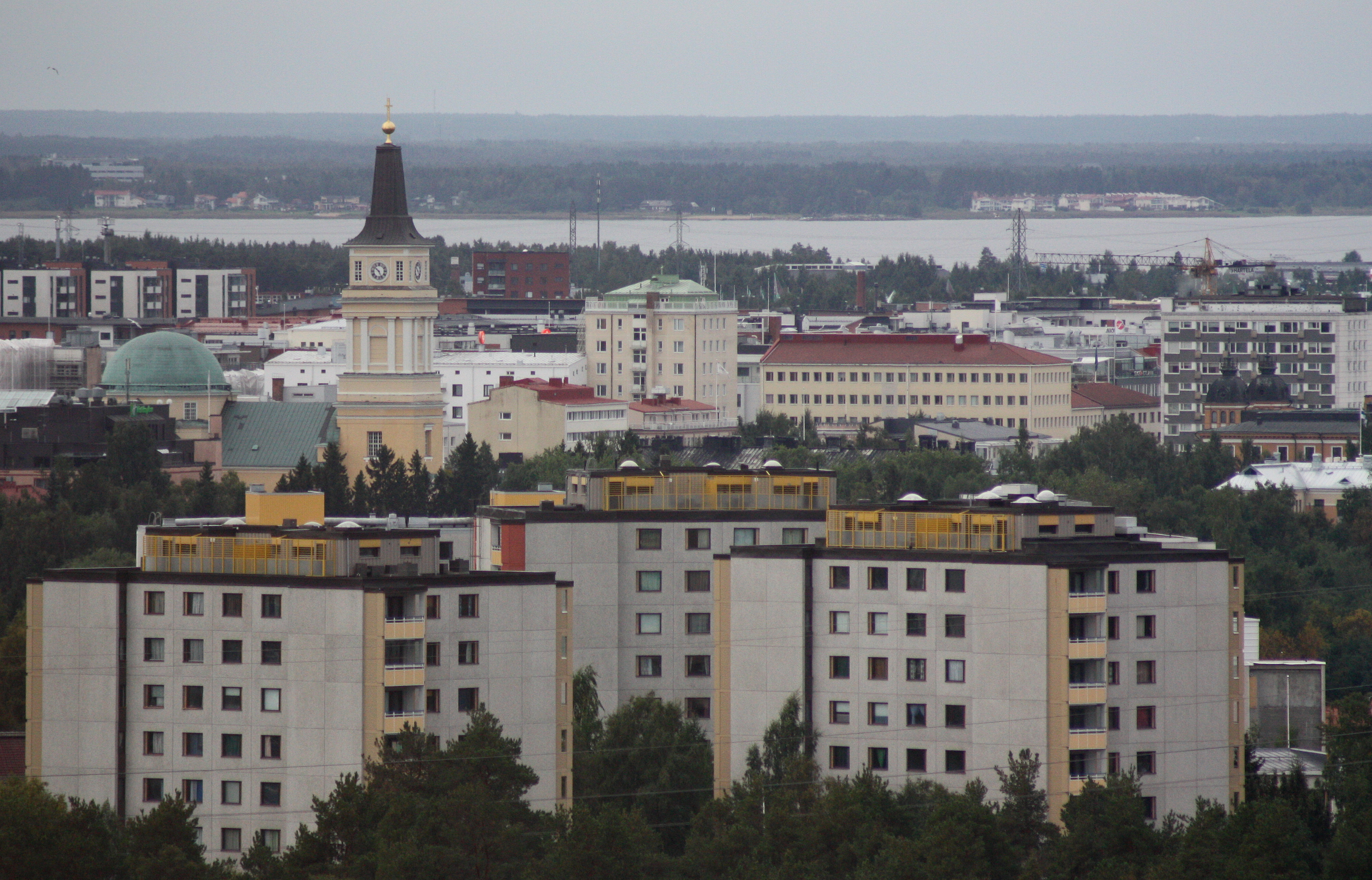
Uleåborg centrum
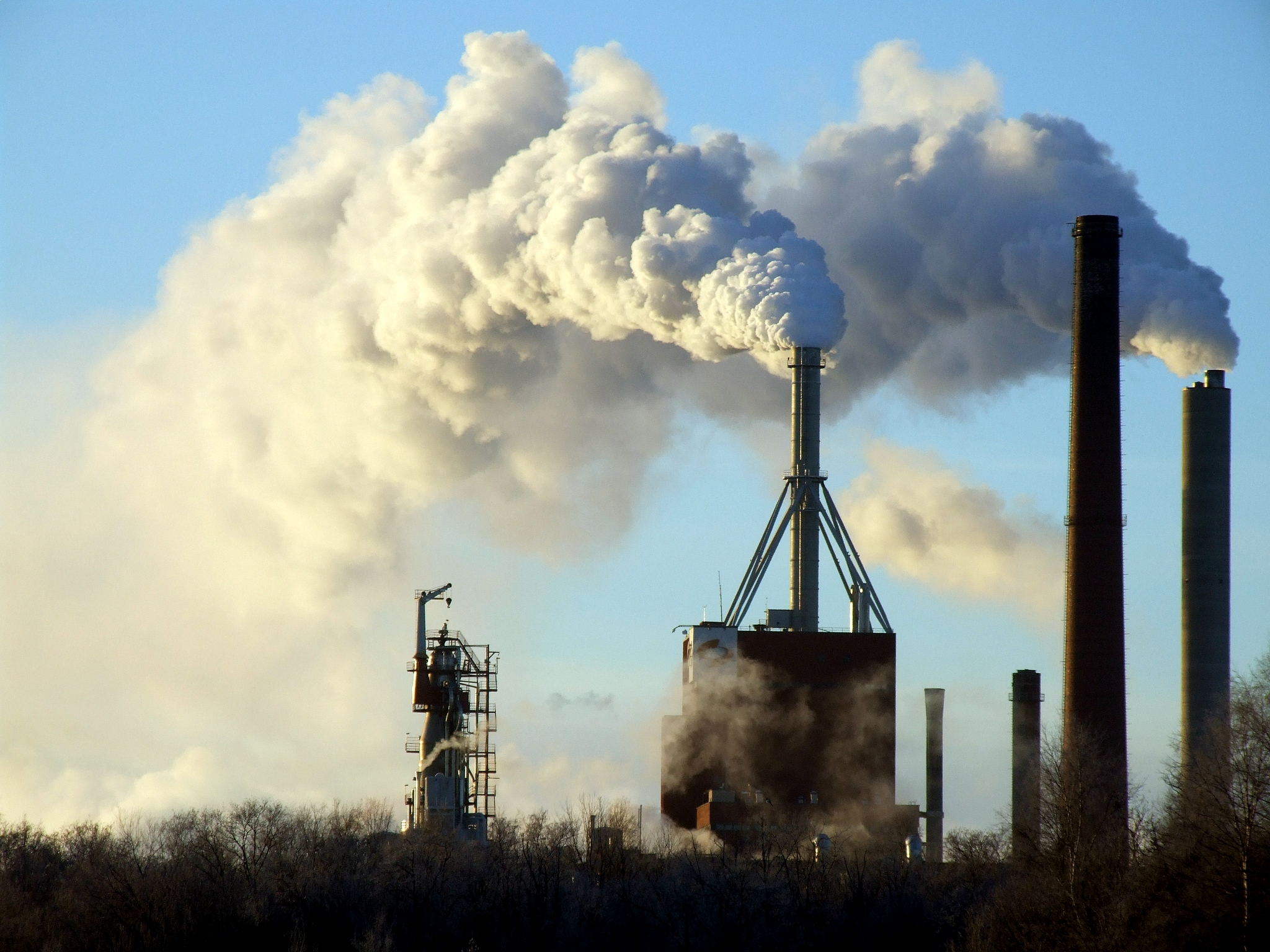
Stora Ensos cellulosafabrik